# 6184 Nordlund
6184 Nordlund este un asteroid din centura principală de asteroizi.

## Descriere
6184 Nordlund este un asteroid din centura principală de asteroizi. A fost descoperit pe 26 octombrie 1987 la Brorfelde de Poul Jensen. El prezintă o orbită caracterizată de o semiaxă mare de 2,32 ua, o excentricitate de 0,12 și o înclinație de 6,3° în raport cu ecliptica.